# Nora Gregor

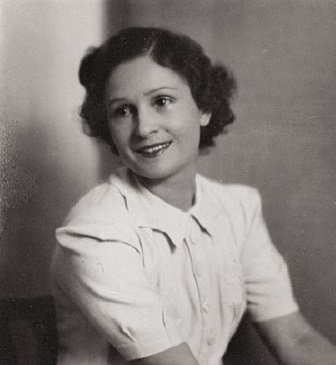
Eleonora Herminia Gregor el 1937

Nora Gregor (Görz, 3 de febrer de 1901 – Viña del Mar, 20 de gener de 1949) va ser una actriu austríaca coneguda pel seu paper com a Christine, al film de Jean Renoir La Règle du Jeu.

## Biografia
Eleonora Herminia Gregor va néixer el dia 3 de febrer de 1901 a Görz, una ciutat que aleshores era austrohongaresa, però que actualment forma part d'Itàlia. El seu primer marit va ser Mitja Nikisch, un pianista fill del director d'orquestra Arthur Nikisch. El matrimoni durà de 1925 a 1934. A mitjans dels anys 30, Gregor va convertir-se en l'amant del casat vicecanceller d'Àustria, el Princep Ernst Rudiger von Starhemberg, amb qui va tenir un fill, en Heinrich (1934-1997). El dia 2 de desembre del 1937, cinc dies després que s'anul·lés el matrimoni de von Starhemberg amb la seva primera dona (la comtessa Marie-Elisabeth von Salm-Reifferscheidt-Raitz), ell i Nora Gregor es casaven a Viena.
Al 1938, la família Starhemberg emigra cap a França a través de Suïssa i el marit s'uneix a les forces armades. Al 1942 es traslladen a Argentina; allà viurien en condicions econòmiques humils. Nora Gregor cau en una depressió degut a l'exili a Sud-amèrica i moltes fonts expliquen que la seva mort prematura a Viña del Mar, Xile, va ser un suïcidi. En aquell moment ja s'havia separat de Von Starhemberg per motius que es desconeixen. Tot i això, Hans Kitzmüller, el seu biògraf, creu que és poc probable que es tractés d'un suïcidi, sinó que fou més aviat per causes naturals.

## Carrera cinematogràfica
Gregor va entrar al mon cinematogràfic al 1920. Va treballar durant un temps bastant breu als inicis del cinema sonor fent aparicions en les versions en llengües estrangeres com The Trial of Mary Dugan (1929) i His Glorious Night (1929). Se la va considerar com una de les estrelles de cinema austríaques més populars. Durant la seva època d'exili a França va participar en la pel·lícula de Jean Renoir La Règle du Jeu. en el paper de Christine. La seva última aparició va ser el 1945 a la pel·lícula xilena "La fruta mordida".